# 行方警察署
行方警察署（なめがたけいさつしょ）は、茨城県警察が管轄する警察署の一つである。署長は警視。

## 所在地
- 〒311-3832 茨城県行方市麻生1723番地

## 管轄区域
- 行方市
- 潮来市

## 沿革
- 1876年（明治9年） - 潮来警察出張所麻生駐屯
- 1948年（昭和23年） - 麻生警察署
- 1982年（昭和57年） - 現庁舎建設
- 2005年（平成17年） - 行方警察署に名称変更

## 組織
- 署長
- 副署長
- 警務課
  - 総合相談係
  - 被害者支援係
- 会計課
- 地域課
  - 自動車警ら係
- 生活安全課
  - 銃刀係
- 刑事課
  - 鑑識係
- 交通課
- 警備課

## 地区交番

### 潮来市
- 潮来地区交番 - 潮来市潮来95-1

## 駐在所

### 行方市
- 麻生駐在所 - 行方市南322-7
- 麻生東駐在所 - 行方市蔵川129-1
- 北浦駐在所 - 行方市両宿120-1
- 玉造駐在所 - 行方市玉造甲4042

### 潮来市
- 牛堀駐在所 - 潮来市牛堀106-1
- 新宮駐在所 - 潮来市新宮1574